# Промышленный район (Оренбург)
Промышленный район — один из четырёх районов города Оренбурга. Входит в состав Северного округа. Площадь района 29 км². Образован в 1965 году. Располагается в западной части города и граничит на востоке с Дзержинским районом, на юге и юго-востоке с Центральным районом. Включает в себя микрорайоны Красный городок, Маяк и Подмаячный.

## История Промышленного района
Промышленный район был основан в 1965 году. В начале 30-х годов XX века здесь было построено несколько кварталов. Застройка велась хаотично, поэтому, сегодня, улицы имеют разнообразные изгибы. Постройки были невзрачными и напоминали землянки.
7 апреля 1997 года в результате слияния двух административно-территориальных единиц  – Дзержинского и Промышленного районов, был образован Северный округ города Оренбурга (до 2006 года — Северный административный округ).

## Территория и границы района
Промышленный район располагается на западе города Оренбурга и имеет площадь 29 км². Граница района определена постановлением Главы города Оренбурга № 7579-п от 23 октября 2009 года «Об утверждении описания границ административного центра Оренбургской области – города Оренбурга и районов, входящих в его территорию». 
Она проходит в северном направлении по нечетной стороне улицы Терешковой (от пересечения улицы Терешковой с улицей Шевченко, пересекая Нижний переулок, улицы Новую и Ноябрьскую, Дальний переулок, Чебеньковскую улицу, до пересечения с улицей Хабаровской).
В западном направлении по четной стороне улицы Хабаровской до пересечения с улицей Сахалинской (по улице Сахалинской, пересекая улицы Хабаровскую и Курильскую, до пересечения с улицей Путейской). В северо-западном направлении по улице Путейской, пересекая железнодорожные пути и улицу Мехколонны (по улице Гастелло до пересечения с железнодорожными путями и вдоль железнодорожных путей на северо-запад до реки Сакмара).
В южном направлении по руслу реки Сакмара до слияния с рекой Урал, вдоль северной границы садовых участков «Прогресс» и Городской станции аэрации, пересекая железнодорожные пути, до пересечения с улицами Виноградной и Садовников. В северо-восточном направлении, вдоль частного сектора по нечетной стороне улице Виноградной до пересечения с улицей Садовников. В юго-восточном направлении по частному сектору улицу Садовников до пересечения с Кустарным переулком, на северо-восток по нечетной стороне частного сектора до пересечения с проездом Коммунаров.
По проезду Коммунаров, пересекая улицу Орлова, вдоль проезда Коммунаров до пересечения с улицей Рыбаковской, по улице Рыбаковской на северо-восток, пересекая Парковый проспект, Саратовский переулок, Средний переулок, улицы Маяковского и Цвиллинга, Селивановский переулок, улицу Советскую, Тупой переулок, до пересечения с улицей Пролетарской.
На север по улице Пролетарской, пересекая улицы Григорьевкую, Парижской коммуны, Попова, Степную, Ташкентскую, Орлова, Сухарева, Кичигина, Невельскую, Орскую, Оренбургскую, Октябрьскую, Дубицкого, Немовскую, Первого мая, Фрунзе, Гребенскую, Мичурина, Коммуны, Халтурина, Новгородскую, Абдрашитова, Макаровой-Мутновой, Томилинскую, до пересечения с улицей Шевченко. По улице Шевченко до пересечения с улицей Терешковой, до начала описания данной границы.

## Население
| 1970     | 1979     | 1989     | 2002     | 2003     | 2004     | 2009     |
| -------- | -------- | -------- | -------- | -------- | -------- | -------- |
| 103 902  | ↗107 470 | ↗121 475 | ↘118 458 | ↘118 100 | ↘116 200 | ↘114 144 |
| 2010     | 2012     | 2013     | 2014     | 2015     | 2016     | 2017     |
| ↗116 689 | ↗118 007 | ↗118 151 | ↘118 089 | ↗118 403 | ↘118 027 | ↘117 386 |
| 2018     | 2019     | 2020     | 2021     |          |          |          |
| ↘115 276 | ↘113 045 | ↘112 627 | ↘104 618 |          |          |          |